# Patrokluskirche (Kirchhörde)

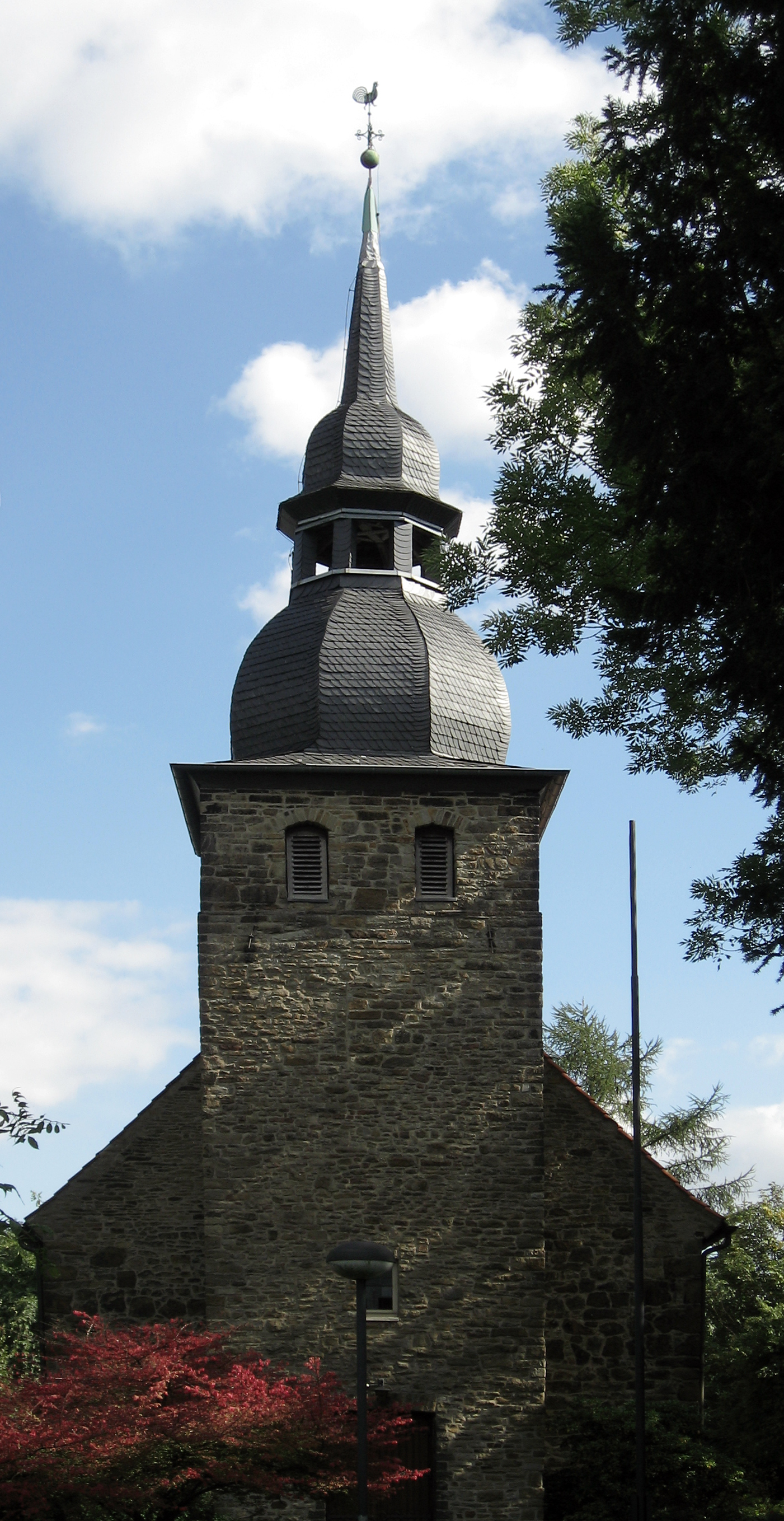
Evangelische Patrokluskirche

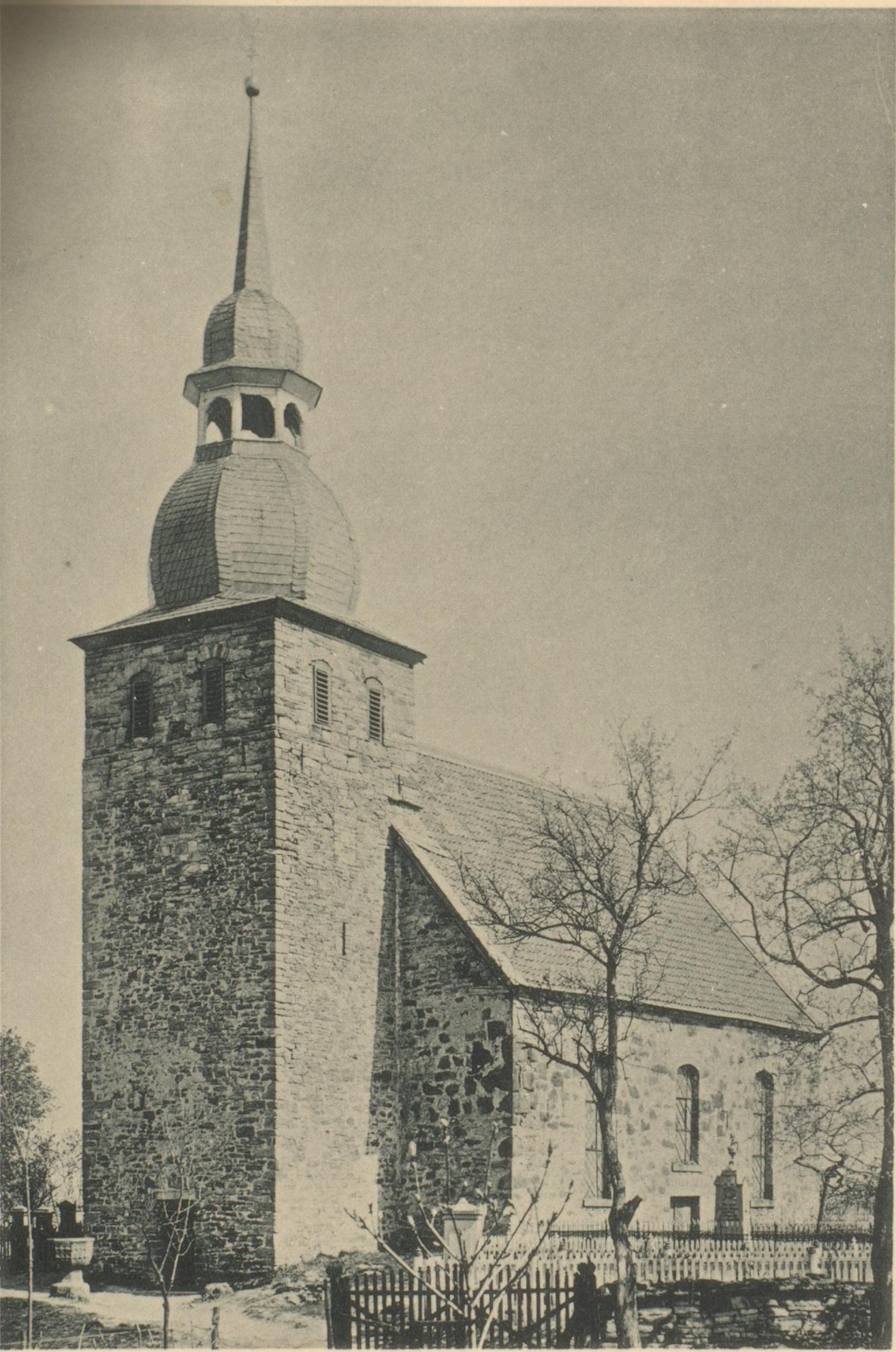
Die Patrokliskirche in Kirchhörde um 1890.

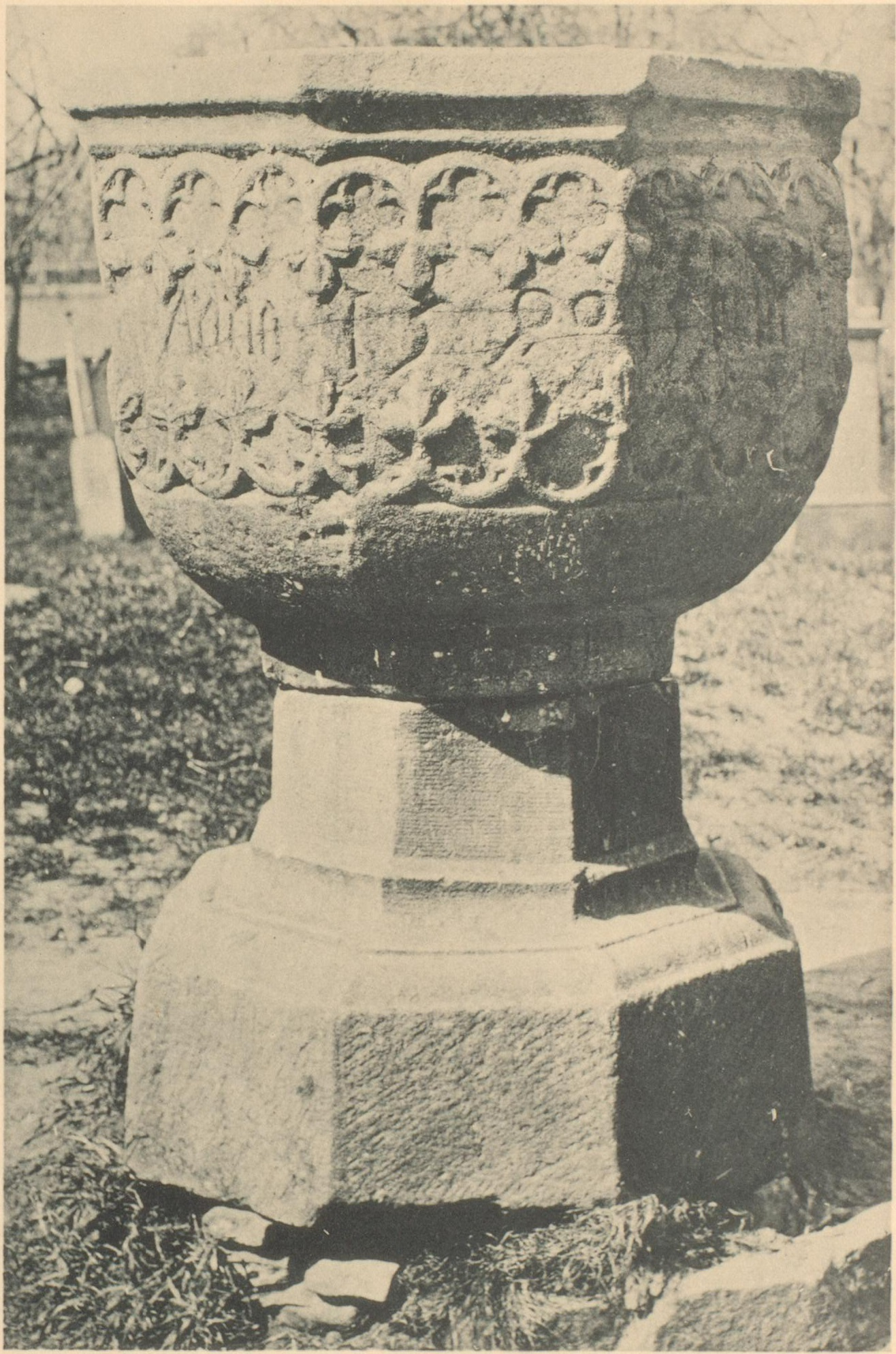
Taufstein der Patrokliskirche aus dem Jahre 1540 im Jahre 1890.

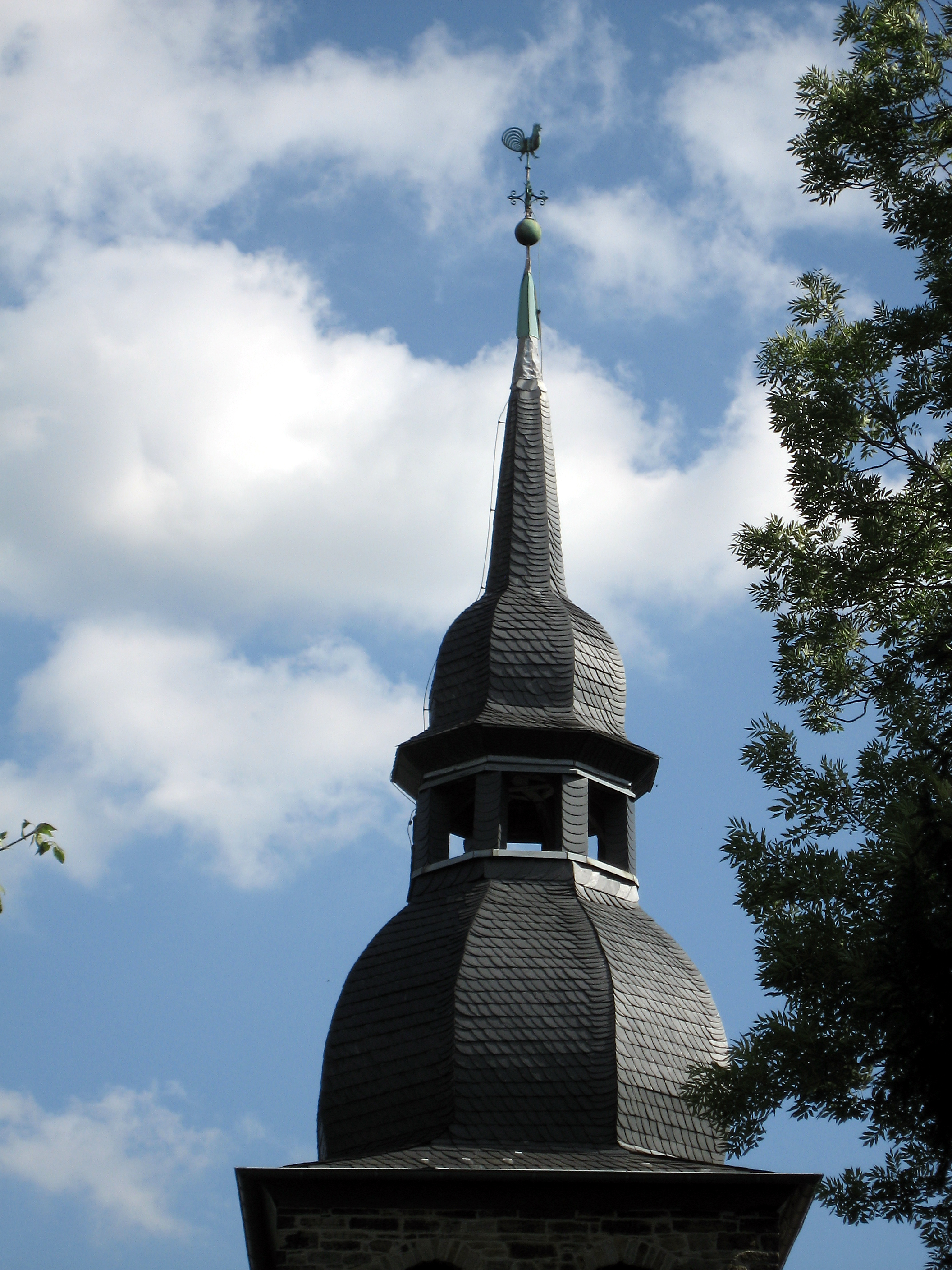
Der dem alten Turm der Reinoldikirche nachempfundene Turm in Kirchhörde

Die Patrokluskirche ist eine evangelische Kirche im Dortmunder Stadtteil Kirchhörde.

## Geschichte
Ein erster Kirchenbau in Kirchhörde wird auf das 10. Jahrhundert datiert. Zwischen den Jahren 964 und 1189 befand sich hier eine dem Heiligen Patroklus geweihte Kapelle. Seine Reliquien wurden 964 von Troyes nach Soest überführt. Vermutlich wurde während dieser Überführung auch in Kirchhörde Station gemacht.
Zwischen 1789 und 1807 wurde ein Nachfolgebau errichtet. Das architektonische Vorbild war hierbei die Reinoldikirche, dessen Filialkirche die Patrokluskirche lange Zeit war. Im Volksmund wird die Kirche deswegen auch als Klein-Reinoldi bezeichnet.
Bereits 1189 wurde das eigenständige Tauf- und Begräbnisrecht vom Kölner Erzbischof gewährt. Die endgültige Trennung von St. Reinoldi erfolgte 1655.

## Beschreibung
Ältester Kunstschatz der Kirche ist ein Taufstein aus dem Jahre 1540. Die Kanzel der Kirche stammt aus dem Jahr 1807.
Die Kirche ist umgeben von einem kleinen Kirchhof mit älteren Grabsteinen, vornehmlich aus dem 18. Jahrhundert, aber auch einigen neueren Grabstätten. Sie ist mit Kirchhof, Grabsteinen und Mauern als Baudenkmal in die Denkmalliste der Stadt Dortmund eingetragen.
Das Geläut besteht aus zwei Gussstahlglocken, gegossen 1922 und gestimmt auf ges' und b'.